# Don't Be Messin' 'Round
"Don't Be Messin' 'Round" là bài hát của nghệ sĩ thua âm Mỹ Michael Jackson.

## Danh sách bài hát
- Đĩa CD 5" toàn cầu (88725414922) [3]

1. I Just Can't Stop Loving You (Album Version) - 4:23
2. Don't Be Messin' 'Round (Demo) - 4:19

## Xếp hạng
| Bảng xếp hạng (2012)                  | Vị trí cao nhất |
| ------------------------------------- | --------------- |
| Hungarian Singles Chart               | 6               |
| Japan Hot 100                         | 94              |
| Japan Oricon Singles Chart            | 39              |
| US Billboard Hot Singles Sales Chart  | 1               |
| Canadian Physical Singles Sales Chart | 1               |
| Spanish Physical Singles Chart        | 1               |
| French Singles Chart                  | 64              |